# کیننولا
کینْنُولا (به فنلاندی: Kinnula) یک منطقهٔ مسکونی در فنلاند است که در فنلاند مرکزی واقع شده‌است.